# Najście
Najście (fr. À l'intérieur) − francuski film fabularny z 2007 roku w reżyserii Alexandre’a Bustillo oraz Juliena Maury. Zdjęcia kręcono w Paryżu.
Film miał swoją premierę podczas 60. MFF w Cannes. Krytycy pozytywnie odebrali projekt, a jego średnia w serwisie Rotten Tomatoes wynosi 83%.

## Nagrody i wyróżnienia
- 2007, Sitges − Catalonian International Film Festival:
  - nominacja do nagrody dla najlepszego filmu
  - Grand Prize of European Fantasy Film in Silver
  - nagroda Citizen Kane w kategorii rewelacja reżyserska
  - nagroda Carnet Jove Jury
  - nagroda za charakteryzację
- 2009, Fangoria Chainsaw Awards:
  - nagroda dla najlepszej aktorki drugoplanowej (Béatrice Dalle)
  - nominacja do nagrody dla najlepszej aktorki (Alysson Paradis)
  - nominacja do nagrody za najlepsze efekty specjalne/charakteryzację